# Laisälven
De Laisälven is een rivier in Zweden, dicht bij de grens met Noorwegen, die door gemeenten Arjeplog in Norrbottens län en Sorsele in Västerbottens län stroomt. Het water van de rivier komt onder meer van de Nasafjäll, 1211 m, waarvan de top in Noorwegen ligt. Het is de grootste zijrivier van de Vindelälven. De afstand tussen de twee rivieren is daar 15 km.
De eerste tekenen van bebouwing is te vinden in Laisstugan, een verblijfplaats voor wandelaars en waar ook de eerste begroeiing is te vinden. Het dal waarin de rivier stroomt wordt allengs breder en aan het einde daarvan bevindt zich het Yraft Natuurreservaat. De Laisälven stroomt iets daarna het meer Iraft in en daarna verder naar Adolffström, het eindpunt van de Kungsleden, en komt daar voor het eerst in een bewoonde omgeving. Daarna stroomt het water via het Mittimeer op ongeveer 450 meter boven de zeespiegel en het Gautomeer, langs het Bovenlaisdal Natuurreservaat het langgerekte Laisan in.
Het eerste dorp van enige omvang, Laisvall, ligt aan het Laisin, gevolgd door het gehucht Laisvall by en weer een aantal kilometer later stroomt de Dellikrivier de Laisälven in, de grootste zijrivier van de Laisälven. De rivier wordt breder en breder, stroomt naar het zuidoosten, maar draait ineens naar het westen, een unicum in dit gebied. De Laisviken eindigt in het noorden van het Nedre Gautsträsket.
De Laisälven is 190 kilometer lang, het stroomgebied 3000 km² en het debiet voor het Nedre Gautsträsket 57 m³/s. De rivier wordt gerekend tot het stroomgebied van de Ume älv.